# Dã (vodum)

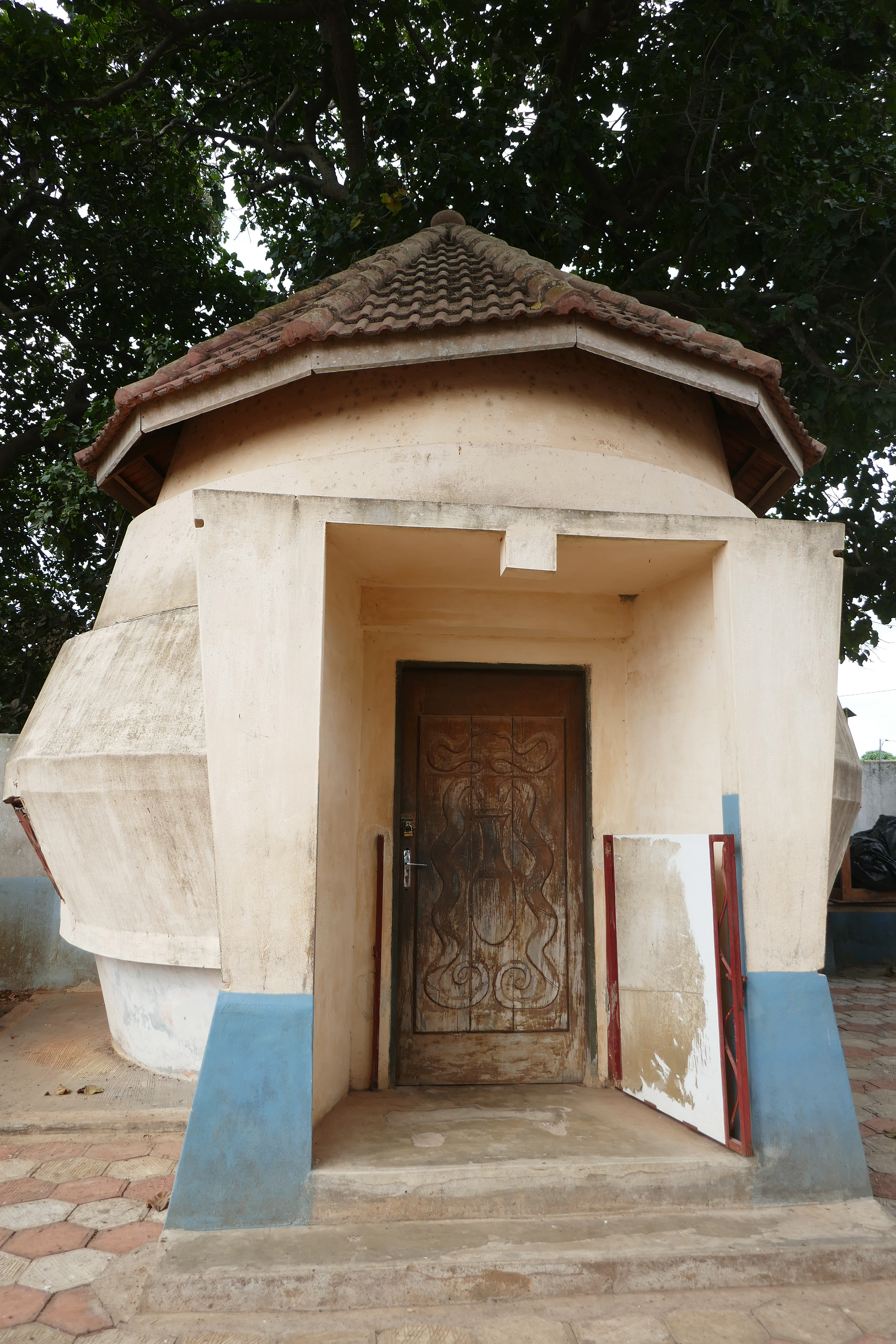
Templo das pítons em Uidá, no Benim

Dã (Dan), também chamado de Dambê (em fon, Dangbe) ou Dambuê, é um vodum maí representado na forma de uma serpente arco-íris. É equivalente ao loá Dambalá do tambor de Mina e vodu haitiano e o orixá Oxumarê do candomblé. É entendido como símbolo da continuidade, riqueza, fortuna, força vital, movimento e tudo que é alongado. É tido como a serpente que morde a própria cauda, gerando um circuito fechado, e que sustenta a terra, impedindo que se desintegre. É tanto macho como fêmea. Contas azuis de nome Nana ou pedras de Aigri são comumente denominadas Dã Mi (excremento de Dã) e são deixadas por ele no chão conforme passa. Diz-se que valem seu peso em ouro.
Seu assento fica fora das casas e templos. É representado por dois potes, um macho, encimado por pequenos chifres, e outro fêmea. Por também habitar algumas árvores, nos pés destas são postos seus símbolos. Dã serve como protetor e auxiliar dos demais voduns, sobretudo de Quevioço, a quem ajudou a subir ao céu quando desceu à terra. Representa ainda antepassados muito distantes cujos nomes foram esquecidos. No candomblé jeje, é cultuado sob o nome de Bessém (em fon, Gbesen).

## Cultura popular brasileira
No carnaval carioca de 2024, o vodum foi homenageado pela Viradouro, com o enredo Arroboboi, Dangbé, se sagrando como campeã do Grupo Especial.